# Euro Hockey Tour 2014/2015
Euro Hockey Tour 2014/2015 byl 19. ročník hokejové soutěže Euro Hockey Tour. Poprvé od vzniku soutěže v ročníku 1996/1997 došlo v roce 2015 ke změně formátu soutěže. Zatímco doposud se jednalo o sérii čtyř turnajů, kdy každý turnaj pořádala jedna ze zúčastněných zemí, v sezóně 2014/2015 proběhly pouze dva turnaje. V listopadu 2014 byl uspořádán turnaj Karjala Cup ve finských Helsinkách a poté v prosinci proběhl ruský turnaj Channel One Cup. V roce 2015 pak již namísto turnajů KAJOTbet Hockey Games v Česku a Oddset Hockey Games ve Švédsku proběhla v únoru a v dubnu série šesti dvojzápasů. Cílem změny formátu soutěže bylo eliminovat vysoké množství zápasů bez domácího publika a také vystřídat více pořadatelských měst. Výsledky z dvojutkání v dubnu se také započítávaly do soutěže Euro Hockey Challenge 2015. Obhájcem prvenství z předchozího ročníku byla finská hokejová reprezentace. Vítězství si zajistil tým Švédska.

## Karjala Cup
Turnaj Karjala Cup 2014 probíhal od 6. do 9. listopadu 2014 ve finských Helsinkách s jedním venkovním zápasem ve švédském Leksandu.

## Channel One Cup
Turnaj Channel One Cup 2014 probíhal od 18. do 21. prosince 2014 v Rusku s jedním venkovním zápasem v Praze.

## Zápasy v roce 2015
V roce 2015 byla na programu série šesti dvojzápasů.

### Legenda
Toto je seznam vysvětlivek použitých v souhrnech odehraných zápasů.
| - PH1 – Branka v přesilové hře (5 na 4) - PH2 – Branka v přesilové hře (5 na 3) - VO1 – Branka v oslabení (4 na 5) | - VO2 – Branka v oslabení (3 na 5) - SV – Gól při signalizovaném vyloučení - PB – Gól do prázdné branky | - PP – Gól při odvolání brankáře (power play) - ts. – Gól z trestného střílení - vla. – Vlastní gól |

| 5. února 2015 18:30 SEČ | Česko | 3 : 0 (1:0, 2:0, 0:0) | Rusko | KV Arena, Karlovy Vary, Česko Návštěvnost: 5 985 |  |

| Zpráva                                                                                                 | |             |                     |                                                                                |
| Alexander Salák                                                                                        | Alexander Salák                                                                                        | Brankáři    | Alexandr Šaryčenkov | Rozhodčí: Tobias Björk Mikael Sjökvist Čároví: Miroslav Lhotský Libor Suchánek |
| P. Koukal (M. Gulaš, M. Vondrka) – 02:55 D. Simon (M. Ručinský) – 32:27 M. Vondrka (M. Kempný) – 34:50 | P. Koukal (M. Gulaš, M. Vondrka) – 02:55 D. Simon (M. Ručinský) – 32:27 M. Vondrka (M. Kempný) – 34:50 | 1:0 2:0 3:0 |                     | Rozhodčí: Tobias Björk Mikael Sjökvist Čároví: Miroslav Lhotský Libor Suchánek |
| 31 min                                                                                                 | 31 min                                                                                                 | Tresty      | 29 min              | Rozhodčí: Tobias Björk Mikael Sjökvist Čároví: Miroslav Lhotský Libor Suchánek |
| 25 | 25 | Střely      | 21                  | Rozhodčí: Tobias Björk Mikael Sjökvist Čároví: Miroslav Lhotský Libor Suchánek |

| 6. února 2015 19:00 SEČ | Švédsko | 0 : 1 DNF (0:1, -:-, -:-) | Finsko                           | ABB Arena, Västerås, Švédsko                                                |  |
|                         |         | Brankáři                  |                                  | Rozhodčí: Vladimír Šindler Robin Šír Čároví: Jimmy Dahmén Andreas Malmqvist |  |
|                         |         | 0:1                       | 17:05 – J. Pesonen (J. Aaltonen) | Rozhodčí: Vladimír Šindler Robin Šír Čároví: Jimmy Dahmén Andreas Malmqvist |  |

| 7. února 2015 13:00 SEČ | Česko | 4 : 3 (2:2, 1:0, 1:1) | Rusko | O2 arena, Praha, Česko Návštěvnost: 16 452 |  |

| Zpráva | |                             | |                                                                         |
| Alexander Salák | Alexander Salák | Brankáři                    | Alexandr Šaryčenkov                                                                                            | Rozhodčí: Tobias Björk Mikael Sjökvist Čároví: Jiří Gebauer Vít Lederer |
| M. Vondrka (T. Zohorna, P. Koukal) – 07:38 T. Zohorna (M. Zaťovič, O. Roman) – 09:52 M. Vondrka (M. Ševc, M. Kempný) – 29:32 Vladimír Svačina (ts.) – 55:33 | M. Vondrka (T. Zohorna, P. Koukal) – 07:38 T. Zohorna (M. Zaťovič, O. Roman) – 09:52 M. Vondrka (M. Ševc, M. Kempný) – 29:32 Vladimír Svačina (ts.) – 55:33 | 1:0 2:0 2:1 2:2 3:2 3:3 4:3 | 10:17 – A. Slepyšev (M. Grigorjev) 10:33 – A. Lazarev (A. Loktjonov) 30:33 – An. Popov (Al. Popov, A. Glinkin) | Rozhodčí: Tobias Björk Mikael Sjökvist Čároví: Jiří Gebauer Vít Lederer |
| 12 min | 12 min | Tresty                      | 10 min | Rozhodčí: Tobias Björk Mikael Sjökvist Čároví: Jiří Gebauer Vít Lederer |
| 31 | 31 | Střely                      | 20 | Rozhodčí: Tobias Björk Mikael Sjökvist Čároví: Jiří Gebauer Vít Lederer |

| 8. února 2015 15:00 SEČ | Švédsko | 3 : 2 (2:1, 1:1, 0:0) | Finsko | Ericsson Globe, Stockholm, Švédsko Návštěvnost: 12 496 |  |

| Zpráva                                                                                                   | |                     |                                                                   |                                                                           |
| Markus Svensson                                                                                          | Markus Svensson                                                                                          | Brankáři            | Atte Engren                                                       | Rozhodčí: Vladimír Šindler Robin Šír Čároví: Randy Dahmén Henrik Pihlblad |
| S. Kronwall (O. Sundqvist, M. Sörensen) – 18:28 N. Danielsson (D. Ullström) – 18:48 M. Johansson – 35:44 | S. Kronwall (O. Sundqvist, M. Sörensen) – 18:28 N. Danielsson (D. Ullström) – 18:48 M. Johansson – 35:44 | 0:1 1:1 2:1 3:1 3:2 | 18:11 – K. Näkyvä (M. Kousa, J. Donskoi) 39:46 – (PH1) A. Salmela | Rozhodčí: Vladimír Šindler Robin Šír Čároví: Randy Dahmén Henrik Pihlblad |
| 12 min                                                                                                   | 12 min                                                                                                   | Tresty              | 10 min                                                            | Rozhodčí: Vladimír Šindler Robin Šír Čároví: Randy Dahmén Henrik Pihlblad |
| 23 | 23 | Střely              | 29                                                                | Rozhodčí: Vladimír Šindler Robin Šír Čároví: Randy Dahmén Henrik Pihlblad |

| 16. dubna 2015 17:30 SELČ | Finsko | 3 : 0 (0:0, 1:0, 2:0) | Rusko | Tampereen jäähalli, Tampere, Finsko Návštěvnost: 7 131 |  |

| Zpráva | |             |                    |                                                                              |
| Atte Engren | Atte Engren | Brankáři    | Konstantin Barulin | Rozhodčí: Mikael Sjökvist Linus Öhlund Čároví: Masi Puolakka Sakari Suominen |
| T. Huhtala (T. Hartikainen, J. Immonen) – 25:42 S. Lepistö (J. Immonen) – 58:15 P. Kontiola (O. Osala, A. Salmela) (PB) – 59:45 | T. Huhtala (T. Hartikainen, J. Immonen) – 25:42 S. Lepistö (J. Immonen) – 58:15 P. Kontiola (O. Osala, A. Salmela) (PB) – 59:45 | 1:0 2:0 3:0 |                    | Rozhodčí: Mikael Sjökvist Linus Öhlund Čároví: Masi Puolakka Sakari Suominen |
| 6 min | 6 min | Tresty      | 4 min              | Rozhodčí: Mikael Sjökvist Linus Öhlund Čároví: Masi Puolakka Sakari Suominen |
| 28 | 28 | Střely      | 16                 | Rozhodčí: Mikael Sjökvist Linus Öhlund Čároví: Masi Puolakka Sakari Suominen |

| 17. dubna 2015 19:00 SELČ | Švédsko | 1 : 4 (0:1, 0:0, 1:3) | Česko | T3 Center, Umeå, Švédsko Návštěvnost: 4 520 |  |

| Zpráva                            |                                   |                     | |                                                                                  |
| Joel Lassinantti                  | Joel Lassinantti                  | Brankáři            | Jakub Kovář | Rozhodčí: Aleksi Rantala Jari-Pekka Pajula Čároví: Anders Ahlström Johannes Käck |
| M. Sörensen (L. Wallmark) – 45:25 | M. Sörensen (L. Wallmark) – 45:25 | 0:1 0:2 1:2 1:3 1:4 | 07:55 – M. Zaťovič (L. Radil, P. Koukal) 42:46 – A. Polášek (J. Buchtele, L. Radil) 50:02 – L. Radil (J. Buchtele) 58:49 – (PB) L. Radil | Rozhodčí: Aleksi Rantala Jari-Pekka Pajula Čároví: Anders Ahlström Johannes Käck |
| 6 min                             | 6 min                             | Tresty              | 6 min | Rozhodčí: Aleksi Rantala Jari-Pekka Pajula Čároví: Anders Ahlström Johannes Käck |
| 24                                | 24                                | Střely              | 30 | Rozhodčí: Aleksi Rantala Jari-Pekka Pajula Čároví: Anders Ahlström Johannes Käck |

| 18. dubna 2015 13:00 SELČ | Finsko | 4 : 2 (2:1, 2:0, 0:1) | Rusko | Hartwall Arena, Helsinky, Finsko Návštěvnost: 7 661 |  |

| Zpráva | |                         |                                                                  |                                                                              |
| Juuse Saros | Juuse Saros | Brankáři                | Konstantin Barulin                                               | Rozhodčí: Linus Öhlund Mikael Sjökvist Čároví: Sakari Suominen Masi Puolakka |
| O. Louhivaara (T. Huhtala) – 02:02 O. Louhivaara (V. Lajunen, T. Huhtala) – 04:31 E. Lindell (P. Kontiola) (PH1) – 26:35 L. Petrell (P. Wirtanen, H. Pesonen) – 36:03 | O. Louhivaara (T. Huhtala) – 02:02 O. Louhivaara (V. Lajunen, T. Huhtala) – 04:31 E. Lindell (P. Kontiola) (PH1) – 26:35 L. Petrell (P. Wirtanen, H. Pesonen) – 36:03 | 1:0 2:0 2:1 3:1 4:1 4:2 | 19:56 – A. Slepyšev (M. Karpov) 57:33 – J. Birjukov (S. Širokov) | Rozhodčí: Linus Öhlund Mikael Sjökvist Čároví: Sakari Suominen Masi Puolakka |
| 6 min | 6 min | Tresty                  | 2 min                                                            | Rozhodčí: Linus Öhlund Mikael Sjökvist Čároví: Sakari Suominen Masi Puolakka |
| 22 | 22 | Střely                  | 32                                                               | Rozhodčí: Linus Öhlund Mikael Sjökvist Čároví: Sakari Suominen Masi Puolakka |

| 19. dubna 2015 15:00 SELČ | Švédsko | 2 : 1 (1:1, 1:0, 0:0) | Česko | E.ON Arena, Timrå, Švédsko Návštěvnost: 5 028 |  |

| Zpráva                                                                                                | |             |                                          |                                                                                  |
| Fredrik Pettersson-Wentzel                                                                            | Fredrik Pettersson-Wentzel                                                                            | Brankáři    | Jakub Kovář                              | Rozhodčí: Aleksi Rantala Jari-Pekka Pajula Čároví: Anders Ahlström Johannes Käck |
| C. Andersson (A. Petersson, A. Thuresson) (PH2) – 19:14 M. Sörensen (A. Thuresson, D. Rahimi) – 24:02 | C. Andersson (A. Petersson, A. Thuresson) (PH2) – 19:14 M. Sörensen (A. Thuresson, D. Rahimi) – 24:02 | 0:1 1:1 2:1 | 05:50 – V. Sobotka (V. Mozík, M. Birner) | Rozhodčí: Aleksi Rantala Jari-Pekka Pajula Čároví: Anders Ahlström Johannes Käck |
| 4 min                                                                                                 | 4 min                                                                                                 | Tresty      | 8 min                                    | Rozhodčí: Aleksi Rantala Jari-Pekka Pajula Čároví: Anders Ahlström Johannes Käck |
| 21 | 21 | Střely      | 29                                       | Rozhodčí: Aleksi Rantala Jari-Pekka Pajula Čároví: Anders Ahlström Johannes Käck |

| 22. dubna 2015 17:30 SELČ | Česko | 4 : 1 (1:1, 1:0, 2:0) | Finsko | Hostan aréna Znojmo, Znojmo, Česko Návštěvnost: 4 800 |  |

| Zpráva | |                     |                                           |                                                                                 |
| Alexander Salák | Alexander Salák | Brankáři            | Atte Engren                               | Rozhodčí: Sergej Kulakov Alexande Sergejev Čároví: Vít Lederer Miroslav Lhotský |
| M. Vondrka (J. Voráček) (PH1) – 14:08 M. Zaťovič (J. Voráček) – 26:53 V. Sobotka (M. Erat) (VO1) – 51:36 M. Erat (J. Voráček) (PH1) – 55:08 | M. Vondrka (J. Voráček) (PH1) – 14:08 M. Zaťovič (J. Voráček) – 26:53 V. Sobotka (M. Erat) (VO1) – 51:36 M. Erat (J. Voráček) (PH1) – 55:08 | 0:1 1:1 2:1 3:1 4:1 | 00:34 – A. Barkov (T. Ruutu, J. Aaltonen) | Rozhodčí: Sergej Kulakov Alexande Sergejev Čároví: Vít Lederer Miroslav Lhotský |
| 10 + Radek Smoleňák 20+5 min | 10 + Radek Smoleňák 20+5 min | Tresty              | 18 + Oskar Osala 10 min                   | Rozhodčí: Sergej Kulakov Alexande Sergejev Čároví: Vít Lederer Miroslav Lhotský |
| 27 | 27 | Střely              | 22                                        | Rozhodčí: Sergej Kulakov Alexande Sergejev Čároví: Vít Lederer Miroslav Lhotský |

| 24. dubna 2015 18:00 SELČ | Česko | 3 : 2 SN (0:1, 1:0, 1:1 ; 0:0 ; 1:0) | Finsko | DRFG Arena, Brno, Česko Návštěvnost: 7 200 |  |

| Zpráva                                                                                          |                                                                                                 |                                    | |                                                                                       |
| Alexander Salák                                                                                 | Alexander Salák                                                                                 | Brankáři                           | Juuse Saros | Rozhodčí: Sergej Kulakov Alexande Sergejev Čároví: Miroslav Lhotský Rudolf Tošenovjan |
| M. Jordán (J. Krejčík) – 26:36 V. Sobotka (J. Voráček, M. Erat) – 56:10 Jan Kovář Jakub Voráček | M. Jordán (J. Krejčík) – 26:36 V. Sobotka (J. Voráček, M. Erat) – 56:10 Jan Kovář Jakub Voráček | 0:1 1:1 2:1 2:2 Samostatné nájezdy | 09:23 – (PH1) T. Ruutu (P. Kontiola, J. Hietanen) 57:33 – A. Barkov (J. Jokinen, T. Hartikainen) Jussi Jokinen Alexander Barkov Juhamatti Aaltonen | Rozhodčí: Sergej Kulakov Alexande Sergejev Čároví: Miroslav Lhotský Rudolf Tošenovjan |
| 16 min                                                                                          | 16 min                                                                                          | Tresty                             | 20 + Anssi Salmela 10 min | Rozhodčí: Sergej Kulakov Alexande Sergejev Čároví: Miroslav Lhotský Rudolf Tošenovjan |
| 30                                                                                              | 30                                                                                              | Střely                             | 25 | Rozhodčí: Sergej Kulakov Alexande Sergejev Čároví: Miroslav Lhotský Rudolf Tošenovjan |

| 24. dubna 2015 18:30 SELČ | Rusko | 4 : 5 (0:4, 2:1, 2:0) | Švédsko | Aréna Mytišči, Mytišči, Rusko Návštěvnost: 6 747 |  |

| Zpráva | |                                     | |                                                                       |
| Anton Chudobin | Anton Chudobin | Brankáři                            | Jhonas Enroth | Rozhodčí: Martin Fraňo Robin Šír Čároví: Viktor Birin Alexej Medveděv |
| S. Plotnikov (J. Averin, D. Apalkov) – 27:40 S. Mozjakin (A. Popov, V. Ničuškin) – 36:55 S. Mozjakin (D. Kulikov, V. Ničuškin) (PH1) – 42:49 A. Popov (S. Mozjakin, A. Blažjevskij) – 45:55 | S. Plotnikov (J. Averin, D. Apalkov) – 27:40 S. Mozjakin (A. Popov, V. Ničuškin) – 36:55 S. Mozjakin (D. Kulikov, V. Ničuškin) (PH1) – 42:49 A. Popov (S. Mozjakin, A. Blažjevskij) – 45:55 | 0:1 0:2 0:3 0:4 0:5 1:5 2:5 3:5 4:5 | 01:25 – E. Lindholm (O. Klefbom, V. Rask) 08:44 – N. Danielsson (A. Lander, D. Rahimi) 13:27 – O. Ekman-Larsson (J. Lindström, N. Danielsson) 18:05 – A. Petersson (M. Johansson) 26:19 – A. Lander (J. Lindström, O. Klefbom) | Rozhodčí: Martin Fraňo Robin Šír Čároví: Viktor Birin Alexej Medveděv |
| 6 min | 6 min | Tresty                              | 14 min | Rozhodčí: Martin Fraňo Robin Šír Čároví: Viktor Birin Alexej Medveděv |
| 37 | 37 | Střely                              | 22 | Rozhodčí: Martin Fraňo Robin Šír Čároví: Viktor Birin Alexej Medveděv |

| 25. dubna 2015 16:00 SELČ | Rusko | 2 : 3 PP (0:1, 1:0, 1:1 ; 0:1) | Švédsko | Aréna Mytišči, Mytišči, Rusko Návštěvnost: 6 782 |  |

| Zpráva                                                                       |                                                                              |                     | |                                                                       |
| Sergej Bobrovskij                                                            | Sergej Bobrovskij                                                            | Brankáři            | Jhonas Enroth | Rozhodčí: Martin Fraňo Robin Šír Čároví: Viktor Birin Alexej Medveděv |
| A. Panarin (V. Šipačev) – 23:57 J. Medveděv (J. Dadonov, V. Šipačev) – 51:00 | A. Panarin (V. Šipačev) – 23:57 J. Medveděv (J. Dadonov, V. Šipačev) – 51:00 | 0:1 1:1 1:2 2:2 2:3 | 17:31 – M. Johansson (M. Sjögren, A. Petersson) 47:52 (PH1) – O. Ekman-Larsson (J. Klingberg) 61:26 – M. Sörensen (M. Sjögren) | Rozhodčí: Martin Fraňo Robin Šír Čároví: Viktor Birin Alexej Medveděv |
| 10 min                                                                       | 10 min                                                                       | Tresty              | 12 min | Rozhodčí: Martin Fraňo Robin Šír Čároví: Viktor Birin Alexej Medveděv |
| 37                                                                           | 37                                                                           | Střely              | 27 | Rozhodčí: Martin Fraňo Robin Šír Čároví: Viktor Birin Alexej Medveděv |

## Celková tabulka EHT 2014/2015
| Poř. | Tým     | Z  | V | VP | PP | P | VG | OG | B  |
| ---- | ------- | -- | - | -- | -- | - | -- | -- | -- |
| 1.   | Švédsko | 12 | 5 | 3  | 1  | 3 | 36 | 31 | 22 |
| 2.   | Finsko  | 12 | 5 | 2  | 1  | 4 | 27 | 22 | 20 |
| 3.   | Česko   | 12 | 4 | 1  | 2  | 5 | 33 | 31 | 16 |
| 4.   | Rusko   | 12 | 4 | 0  | 2  | 6 | 29 | 39 | 14 |

## Vysvětlivky k tabulkám a zápasům
- Z – počet odehraných zápasů
- V – počet vítězství
- VP – počet výher po prodloužení (nebo po samostatných nájezdech)
- PP – počet proher po prodloužení (nebo po samostatných nájezdech)
- P – počet proher
- VG – počet vstřelených gólů
- OG – počet obdržených gólů
- B – počet bodů